# Marco Bezzecchi
Marco Bezzecchi (sinh năm 1998) là một tay đua mô tô chuyên nghiệp người Ý. Marco Bezzecchi từng nhiều lần chiến thắng chặng đua MotoGP.
Năm 2024, Bezzecchi thi đấu MotoGP cho đội đua VR46.

## Sự nghiệp

### Moto2 và Moto3
Trong quãng thời gian thi đấu Moto3 (2015-2018), thành tích tốt nhất của Marco Bezzecchi là vị trí thứ 3 chung cuộc ở mùa giải Moto3 2018. Mùa giải này anh giành được 3 chiến thắng chặng ở Argentina, Áo và Nhật Bản.
Từ năm 2019 đến năm 2021 Marco Bezzecchi thi đấu ở giải đua xe Moto2. Năm 2020 anh gia nhập đội đua VR46 và giành được chiến thắng Moto2 đầu tiên ở chặng đua Styria sau khi Jorge Martin bị phạt lỗi chạy ra ngoài đường đua. Năm 2022 Bezzecchi xếp thứ 3 toàn mùa giải, anh giành thêm một chiến thắng nữa ở Styria.

### MotoGP (2022-nay)
Năm 2022, đội đua VR46 đăng ký tham gia MotoGP, đã chọn Marco Bezzecchi và Luca Marini làm hai tay đua chính thức. Ở chặng đua TT Assen 2022, Bezzecchi trở thành tay đua mang về podium MotoGP đầu tiên cho đội đua VR46. Đến chặng đua Thái Lan, Bezzecchi xuất sắc giành được vị trí xuất phát đầu tiên ở cuộc đua chính.
Năm 2023 Marco Bezzecchi là một trong những bất ngờ lớn nhất của mùa giải. Sau khi lên podium ở chặng đua mở màn ở Bồ Đào Nha, thì ở chặng đua thứ hai của mùa giải ở Argentina, Bezzecchi đã có lần đầu tiên trong sự nghiệp giành chiến thắng thể thức MotoGP. Đây cũng là chiến thắng MotoGP đầu tiên của đội đua VR46.

## Thống kê thành tích

### Theo năm
| Năm       | Giải đua  | Xe        | Đội đua                 | Số chặng | Chiến thắng | Podium | Pole | FLap | Điểm | Chung cuộc |
| --------- | --------- | --------- | ----------------------- | -------- | ----------- | ------ | ---- | ---- | ---- | ---------- |
| 2015      | Moto3     | Mahindra  | San Carlo Team Italia   | 2        | 0           | 0      | 0    | 0    | 0    | NC         |
| 2015      | Moto3     | Mahindra  | Minimoto Portomaggiore  | 2        | 0           | 0      | 0    | 0    | 0    | NC         |
| 2016      | Moto3     | Mahindra  | Mahindra Racing         | 2        | 0           | 0      | 0    | 0    | 0    | 47th       |
| 2017      | Moto3     | Mahindra  | CIP                     | 18       | 0           | 1      | 0    | 0    | 20   | 23rd       |
| 2018      | Moto3     | KTM       | Redox PrüstelGP         | 18       | 3           | 9      | 2    | 0    | 214  | 3rd        |
| 2019      | Moto2     | KTM       | Red Bull KTM Tech3      | 19       | 0           | 0      | 0    | 0    | 17   | 23rd       |
| 2020      | Moto2     | Kalex     | Sky Racing Team VR46    | 15       | 2           | 7      | 1    | 1    | 184  | 4th        |
| 2021      | Moto2     | Kalex     | Sky Racing Team VR46    | 18       | 1           | 7      | 1    | 0    | 214  | 3rd        |
| 2022      | MotoGP    | Ducati    | Mooney VR46 Racing Team | 20       | 0           | 1      | 1    | 0    | 111  | 14th       |
| 2023      | MotoGP    | Ducati    | Mooney VR46 Racing Team | 20       | 3           | 7      | 3    | 4    | 329  | 3rd        |
| Tổng cộng | Tổng cộng | Tổng cộng | Tổng cộng               | 132      | 9           | 32     | 8    | 5    | 1089 |            |

### Theo giải đua
| Giải đua  | Năm          | Chặng đua đầu tiên | Podium đầu tiên  | Chiến thắng đầu tiên | Số chặng | Chiến thắng | Podium | Pole | FLap | Điểm | Vô địch |
| --------- | ------------ | ------------------ | ---------------- | -------------------- | -------- | ----------- | ------ | ---- | ---- | ---- | ------- |
| Moto3     | 2015–2018    | 2015 Qatar         | 2017 Japan       | 2018 Argentina       | 40       | 3           | 10     | 2    | 0    | 234  | 0       |
| Moto2     | 2019–2021    | 2019 Qatar         | 2020 Andalusia   | 2020 Styria          | 52       | 3           | 14     | 2    | 1    | 415  | 0       |
| MotoGP    | 2022–nay     | 2022 Qatar         | 2022 Netherlands | 2023 Argentina       | 40       | 3           | 8      | 4    | 4    | 440  | 0       |
| Tổng cộng | 2015–present | 2015–present       | 2015–present     | 2015–present         | 132      | 9           | 32     | 8    | 5    | 1089 | 0       |

### Chi tiết
(Ghi chú) (Chữ in đậm nghĩa là tay đua giành được pole, chữ in nghiêng nghĩa là tay đua giành được fastest lap)
| Năm  | Giải đua | Xe       | 1       | 2       | 3       | 4        | 5       | 6       | 7      | 8       | 9        | 10      | 11      | 12      | 13      | 14     | 15     | 16      | 17      | 18      | 19     | 20       | Chung cuộc | Điểm |
| ---- | -------- | -------- | ------- | ------- | ------- | -------- | ------- | ------- | ------ | ------- | -------- | ------- | ------- | ------- | ------- | ------ | ------ | ------- | ------- | ------- | ------ | -------- | ---------- | ---- |
| 2015 | Moto3    | Mahindra | QAT 26  | AME     | ARG     | SPA      | FRA     | ITA Ret | CAT    | NED     | GER      | INP     | CZE     | GBR     | RSM     | ARA    | JPN    | AUS     | MAL     | VAL     |        |          | NC         | 0    |
| 2016 | Moto3    | Mahindra | QAT     | ARG     | AME     | SPA      | FRA     | ITA     | CAT    | NED     | GER      | AUT Ret | CZE     | GBR 24  | RSM     | ARA    | JPN    | AUS     | MAL     | VAL     |        |          | 47th       | 0    |
| 2017 | Moto3    | Mahindra | QAT 25  | ARG 19  | AME 17  | SPA Ret  | FRA 15  | ITA 17  | CAT 14 | NED 16  | GER 15   | CZE 22  | AUT Ret | GBR 19  | RSM Ret | ARA 19 | JPN 3  | AUS Ret | MAL 19  | VAL 28  |        |          | 23rd       | 20   |
| 2018 | Moto3    | KTM      | QAT 14  | ARG 1   | AME 3   | SPA 2    | FRA Ret | ITA 2   | CAT 2  | NED Ret | GER 2    | CZE 6   | AUT 1   | GBR C   | RSM Ret | ARA 2  | THA NC | JPN 1   | AUS Ret | MAL 5   | VAL 20 |          | 3rd        | 214  |
| 2019 | Moto2    | KTM      | QAT 26  | ARG 16  | AME Ret | SPA 22   | FRA 18  | ITA 23  | CAT 23 | NED 10  | GER 19   | CZE 12  | AUT 23  | GBR 19  | RSM Ret | ARA 15 | THA 10 | JPN Ret | AUS Ret | MAL Ret | VAL 19 |          | 23rd       | 17   |
| 2020 | Moto2    | Kalex    | QAT 12  | SPA Ret | ANC 3   | CZE 6    | AUT 6   | STY 1   | RSM 2  | EMI 2   | CAT 7    | FRA 3   | ARA Ret | TER Ret | EUR 1   | VAL 3  | POR 4  |         |         |         |        |          | 4th        | 184  |
| 2021 | Moto2    | Kalex    | QAT 4   | DOH 4   | POR 6   | SPA 2    | FRA 3   | ITA 3   | CAT 4  | GER 3   | NED 5    | STY 1   | AUT 10  | GBR 2   | ARA Ret | RSM 5  | AME 3  | EMI Ret | ALR 8   | VAL 20  |        |          | 3rd        | 214  |
| 2022 | MotoGP   | Ducati   | QAT Ret | INA 20  | ARG 9   | AME Ret  | POR 15  | SPA 9   | FRA 12 | ITA 5   | CAT Ret  | GER 11  | NED 2   | GBR 10  | AUT 9   | RSM 17 | ARA 10 | JPN 10  | THA 16  | AUS 4   | MAL 4  | VAL 11   | 14th       | 111  |
| 2023 | MotoGP   | Ducati   | POR 3   | ARG 12  | AME 6   | SPA Ret9 | FRA 17  | ITA 82  | GER 47 | NED 21  | GBR Ret2 | AUT 3   | CAT 128 | RSM 2   | IND 15  | JPN 46 | INA 53 | AUS 6   | THA 46  | MAL 67  | QAT 13 | VAL Ret7 | 3rd        | 329  |